# ابرپورث
ابرپورث (به انگلیسی: Aberporth) یک منطقهٔ مسکونی در بریتانیا است که در کردیگیون واقع شده‌است. ابرپورث ۲٬۳۷۴ نفر جمعیت دارد.